# Стерлинговое серебро
Стерлинговое серебро (англ. sterling [silver]) — название сплава из 92,5% (925 пробы) и выше серебра и до 7,5 % других металлов, обычно меди. Чистое серебро 999 пробы слишком мягко для создания больших предметов, поэтому его обычно сплавляют с медью, чтобы придать прочность и при этом сохранить пластичность и красоту благородного металла.
Как лигатуру вместо меди или вместе с ней предпринимались попытки использовать другие металлы для улучшения качества — уменьшения пористости, увеличения износостойкости, для тонирования окраски, устранения почернения. Для этих целей применяли германий, цинк, платину или титан, а также различные дополнения — кремний, бор. Однако фактическим стандартом остаётся сплав с добавлением меди.

## Этимология
Существует несколько версий происхождения названия. Энциклопедия Британника считает, что название появилось в XII веке и первоначально было названием древней английской серебряной монеты. 240 монет чеканились из 1 фунта серебра (эталон «Tower pound» хранился в Королевском монетном дворе в Тауэре, состоял из 5400 гранов, около 350 граммов).
В 1955 году Оксфордский словарь английского языка предложил версию, согласно которой название стерлинг датируется около 1300 года и происходит от бытового названия серебряного норманского пенни, на котором имелись маленькие звездочки (на староанглийском: steorling).
Наиболее распространена версия Уолтера де Пинчебека (Walter de Pinchebek), согласно которой, ранее использовалось название «Easterling Silver» («серебро с восточных земель»), которое обозначало характерный сплав серебра 925-й пробы, из которого изготавливались монеты в северной Германии. Эту область из пяти городов англичане называли «Easterling», в XII веке она вошла в состав Ганзейского союза. Эта область имела в Лондоне своё представительство, вела активную торговлю с Англией, оплачивая товары местными монетами, которые имели высокое качество и твёрдость (чистое серебро - слишком мягкое и быстро стирается). Король Генрих II, начиная с 1158 года, сделал подобный сплав стандартом для монет Англии. Постепенно в речи название сплава сократилось до «Sterling Silver» и стало эквивалентом понятия «монетное серебро».